# Triqueville
Triqueville település Franciaországban, Eure megyében. Lakosainak száma 349 fő (2022. január 1.).

## Népesség
A település népessége az elmúlt években az alábbi módon változott:
| Lakosok száma | 268  | 263  | 259  | 282  | 355  | 341  | 332  | 330  | 336  | 349  |
|               | 1968 | 1982 | 1990 | 2006 | 2013 | 2015 | 2017 | 2019 | 2020 | 2022 |